# مجتمع زراعي

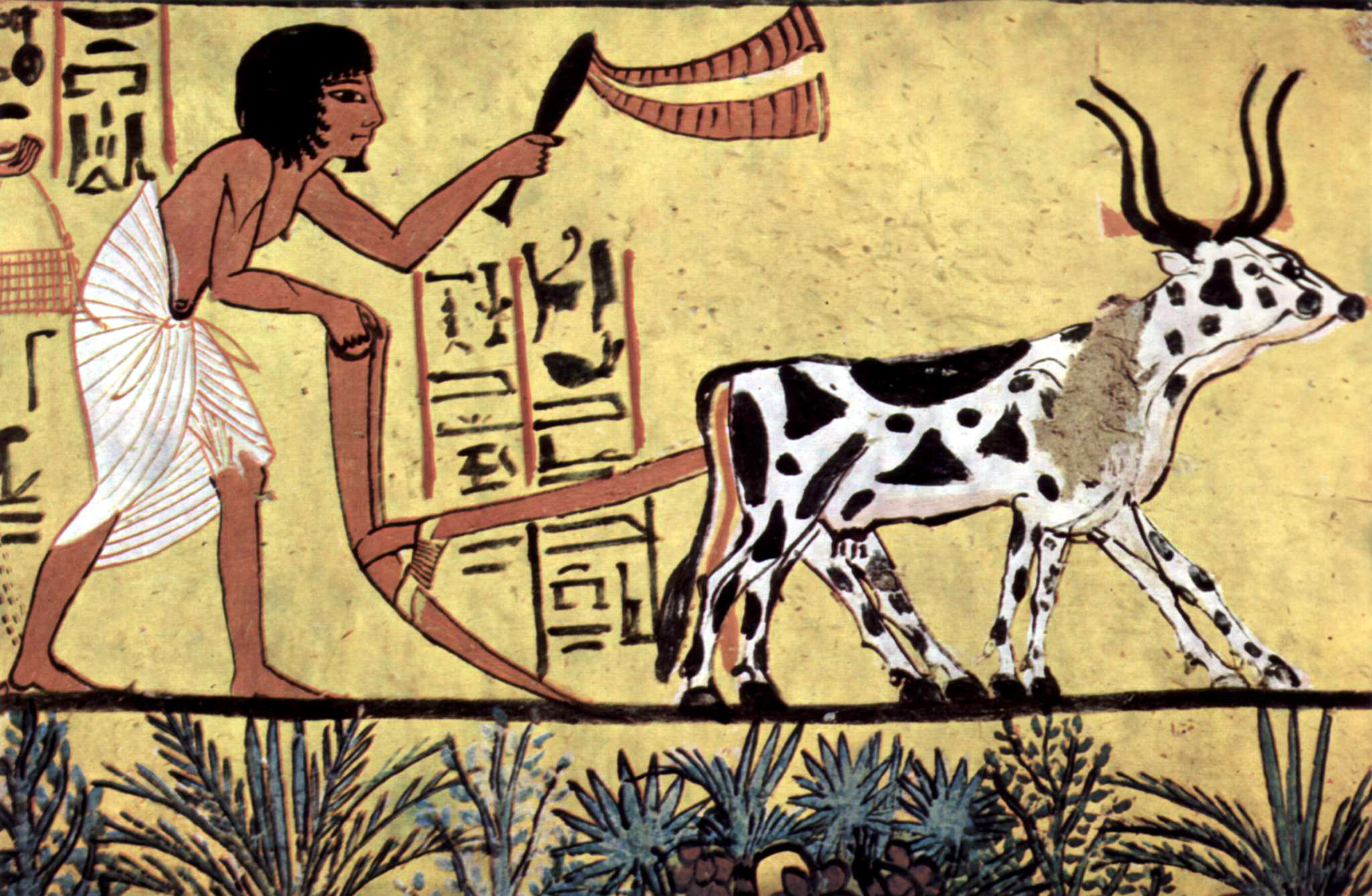

المجتمع الزراعي هو مجتمع يعتمد على الزراعة. وكانت المجتمعات الزراعية تسيطر في العالم في الفترة ما بين الثورة النيوليثية (أي حوالي الألف الثامن قبل الميلاد) والثورة الصناعية (أي حوالي القرن التاسع عشر بعد الميلاد).
لقد ظهرت المجتمعات الزراعية نتيجة للثورة النيلوليثية (Neolithic Revolution) في أواخر العصر الحجري حيث تحرك الأضخاص من نظم اجتماعية بسيطة تقوم علي الصيد والقنص وجمع الثمار إلي مجتمعات بشرية معقدة تعتمد علي الزراعة وتربية الحيوانات، مما أدي لنشوء المستوطنات الحضرية الدائمة والمستقرة وبالتالي ظهرت الحضارات والثقافات.